# 艺仓美术馆
艺仓美术馆（英文：Modern Art Museum Shanghai）位于浦东新区滨江大道4777号，于2016年开馆。

## 简介
原为上海老白渡煤运码头旧址处的煤仓，在2015年第一届上海城市空间艺术季时曾用作一个案例展的分展场，在保留原有的建筑和风景上改造成美术馆，成为一座承载艺术的“仓库”，名之“艺仓”。
美术馆建筑面积近7000平方米，共有5个展厅，并配套提供艺术商店、咖啡馆、酒吧、天台等设施。
在主楼建筑之外，向北沿江1.2公里共有15个长廊单元和一条高架步道，原为运煤的通道，现在亦是美术馆系统内的艺仓快闪魔盒。

## 特色
2019年，艺仓美术馆被评为了“浦东夜间经济示范点”。自该年10月起，每周五晚在馆内举办“艺仓音乐夜”活动。

## 交通

### 地铁
- 上海轨道交通4号线塘桥站

### 公交
- 795路、1019路：浦城路浦电路站
- 01线、82路、314路、607路、789路、981路、985路、992路、沪南线：浦东南路宁阳路

### 轮渡
- 塘董线：塘桥渡口
- 杨复线：杨家渡渡口